# ارغوانی تیره (فیلم ۱۹۱۵)
ارغوانی تیره (انگلیسی: The Deep Purple) فیلمی به کارگردانی جیمز یانگ است که در سال ۱۹۱۵ منتشر شد.